# Denis Brennan

Wappen von Denis Brennan

Denis Brennan (* 20. Juni 1945 in Enniscorthy, County Wexford) ist ein irischer Geistlicher und emeritierter römisch-katholischer Bischof von Ferns.

## Leben
Brennan ging zur Primarschule Kiltealy National School und danach an das St Peter’s College in Wexford. Er studierte römisch-katholische Theologie am St Peter’s College und wurde am 31. Mai 1970 zum Priester ordiniert. Danach wurde er Mitglied in der Missionsgesellschaft Missionaries of the Blessed Sacrament in Enniscorthy, bis diese 1992 aufgab. Im März 1997 wurde Brennan Priester der Kirchengemeinde Taghmon. Brennan wurde am 1. März 2006 zum Bischof von Ferns ernannt.
Am 11. Juni 2021 nahm Papst Franziskus das von Denis Brennan aus Altersgründen vorgebrachte Rücktrittsgesuch an.